# Ursula Thielemann
Ursula Thielemann (* 9. Januar 1960 in Hanau, nach Heirat Jonscher) ist eine ehemalige deutsche Hockeyspielerin und Olympiateilnehmerin 1984.
Die Torhüterin Ursula Thielemann wurde mit dem 1. Hanauer THC 1981 und 1984 Deutsche Meisterin im Feldhockey und 1983 im Hallenhockey.
Sie debütierte 1979 in der deutschen Hockeynationalmannschaft. Ihr erster großer Erfolg war der Titel bei der Halleneuropameisterschaft 1981, wobei Thielemann bereits im ersten Spiel nach 78 Sekunden mit einer Knieverletzung ausschied. 1983 wurde Thielemann bei der Weltmeisterschaft Vierte, 1984 gewann sie Bronze bei der ersten Europameisterschaft. Im gleichen Jahr fuhr sie als Ersatztorfrau hinter Susi Schmid zu den Olympischen Spielen 1984. Dort wurde sie allerdings im Turnierverlauf zur Stammtorhüterin. Die deutsche Mannschaft gewann Silber hinter der Mannschaft aus den Niederlanden. Insgesamt wirkte Ursula Thielemann von 1979 bis 1987 in 38 Länderspielen mit.
Die ausgebildete Informatikerin ist mit einem ehemaligen Schwimmer verheiratet, hat einen Sohn und arbeitet bei der Deutschen Lufthansa.